# Штаб-офіцер
Штаб-офіце́р (нім. Stabsoffizier) — найменування старшої категорії офіцерських чинів в російській армії і на флоті до 1917 року, що відповідали VI—VIII класам «Табелі про ранги», майори, підполковники та полковники та їм еквівалентні включно. Офіцери в цих чинах складали в XVIII столітті штаб полку, що визначило їх загальну назву.
Штаб-офіцери мали право на звернення «Ваше високоблагородіє».

## Таблиця
| Клас | Цивільні чини                          | Військові чини | Військові чини                                                                                  |  |
| ---- | -------------------------------------- | --- | ----------------------------------------------------------------------------------------------- |  |
| Клас | Цивільні чини                          | Армія | Флот                                                                                            |  |
| 6    | - Колезький радник - Військовий радник | - Полковник - Секунд-майор гвардії (1748—1798) - Полковник гвардії (с 1798) | - Капітан І рангу                                                                               |  |
| 7    | - Надвірний радник                     | - Підполковник - Військовий старшина козаки (з 1884) - Капітан гвардії (піхота) - Ротмістр гвардії (кавалерія) - Кригскомісар з постачання (до 1884)                                                 | - Капітан ІІ рангу                                                                              |  |
| 8    | - Колезький асесор                     | - Прем'єр-майор и секунд-майор (1731—1798) - Майор (1798—1884) - Військовий старшина (1796—1884) - Капітан (з 1884) - Ротмістр (з 1884) - Осавул у козаків (з 1884) - Штабс-капітан гвардії (з 1798) | - Капітан ІІІ рангу (1722—1764) - Капітан-лейтенант (1907—1911) - Старший лейтенант (1912—1917) |  |